# Maria Theresia Thurn-Taxis
Mária Terézia Thurn und Taxis hercegnője, (teljes német neve: Maria Theresia, Prinzessin von Thurn und Taxis; Regensburg szabad birodalmi város, Római Szent Birodalom, 1794. július 6. – Hütteldorf, Penzing, Bécs, Ausztria Magyarország, 1874. augusztus 18.) születése jogán a Thurn und Taxis Házának tagja, valamint III. Esterházy Pál Antal  herceggel kötött házassága révén, Esterházy hercegné.
Mária Terézia Károly Sándor, Thurn und Taxis 5. hercegének, valamint feleségének, Terézia mecklenburg–strelitzi hercegnőjének harmadik gyermeke és második lánya volt. Maximilian Karl von  Thurn und Taxis hatodik hercegének nővére volt.
Mária Terézia 1812. június 18-án Regensburgban, Bajor Királyságban hozzáment Esterházy Pál Antal herceghez, II. Miklós és Maria Josepha liechtensteini hercegnő legidősebb gyermekéhez. Mária Teréziának és Pál Antalnak három gyermeke született:
- Esterházy Mária Terézia  hercegnő (1813. május 27. – 1894. május 14.), a jelenlegi hercegné, Gloria von Thurn und Taxis őse.[forrás?]
- Esterházy Terézia  hercegnő (1815. július 12. – 1894. február 28.)
- III. Miklós, 9.  Esterházy herceg (1817. június 25. – 1894. január 28.)

Esterházy népszerű diplomata volt, Mária Teréziát pedig kortársai csodálták, különösen a bécsi kongresszus idején. Hosszú ideig tartó osztrák nagyköveti hivatala alatt az Egyesült Királyságban (1815-1842) a divatos társadalom vezetője lett. A londoni társasági élet központjának számító Almack egyik védőnőjének hívták: a védőnők mondták ki a végső szót arról, hogy ki az, aki társadalmilag elfogadható és ki nem. Az egyik legnépszerűbb mecénás volt: fiatal kora miatt „kedves gyerekként” jellemezték.

## Fordítás
Ez a szócikk részben vagy egészben  a   Princess Maria Theresia of Thurn and Taxis (1794–1874) című angol Wikipédia-szócikk fordításán alapul.  Az eredeti cikk szerkesztőit annak laptörténete sorolja fel. Ez a jelzés csupán a megfogalmazás eredetét és a szerzői jogokat jelzi, nem szolgál a cikkben szereplő információk forrásmegjelöléseként.